# Provinz Santiago de Cuba
| Santiago de Cuba   | Santiago de Cuba |
| ------------------ | ---------------- |
| Karte              |                  |
| Hauptstadt         | Santiago de Cuba |
| Fläche             | 6.170 km²        |
| Einwohner          | 1.049.084 (2012) |
| Bevölkerungsdichte | 168,5 EW/km²     |
| ISO-Code           | CU-13            |

Santiago de Cuba ist eine Provinz in Ost-Kuba. Hauptstadt ist die gleichnamige Stadt Santiago de Cuba.
Zur spanischen Kolonialzeit und bis 1975 war die Provinz der wichtigste Teil der alten Provinz Oriente. Die Provinz war der Ort vieler Kämpfe sowohl während des kubanischen Unabhängigkeitskrieges als auch 1959 während der Kubanischen Revolution.
Die Provinz hat eine Fläche von 6170 km². Sie grenzt im Westen an die Provinz Granma, im Norden an Holguín und im Osten an Guantánamo. Die Südgrenze der Provinz bildet das Karibische Meer. Sie beherbergt 1.045.800 Einwohner, was einer Einwohnerdichte von 169,5 pro Quadratkilometer entspricht. 70 Prozent der Leute wohnen in städtischen Gebieten, was leicht unter dem kubanischen Landesdurchschnitt von 76 Prozent liegt.
In der Provinz Santiago gibt es insgesamt 645 Siedlungen, von denen insgesamt 36 als städtisch klassifiziert sind. Nur die Städte Santiago de Cuba, Palma Soriano und San Luis haben mehr als 20.000 Einwohner.
Landwirtschaft (Bananen, Kakao und Kaffee), Bergbau (Eisen, Nickel) und Tourismus sind die Haupterwerbsquellen der Provinz.
Höchster Repräsentant des Staates in der Provinz ist der Erste Sekretär des Provinzkomitees der Kommunistischen Partei Kubas, Lázaro Expósito (seit April 2009).

## Geografie
Das Relief der Provinz Santiago besteht zu einem großen Teil aus Höhenlagen und Bergregionen. Die Sierra Maestra mit ihren Gipfeln Pico Turquino (1974 m), Pico Cuba (1874 m) und Pico Suecia (1734 m) sowie die Sierra de La Gran Piedra, mit dem Gran Piedra (1226 m) als höchste Erhebung, machen einen Großteil des Territoriums der Provinz aus. Nur rund drei Prozent der Provinz liegt auf einer Höhe von weniger 100 Metern über dem Meeresspiegel.
Primäres Wassereinzugsgebiet der Provinz ist der Río Cauto, welches sich Santiago mit drei weiteren Provinzen teilt. Weitere wichtige Flüsse sind der Río Contramaestre mit 61 Kilometern Länge Richtung Norden fließend sowie der Río Baconao mit 33 Kilometern Länge nach Süden fließend.
Die Provinz Santiago de Cuba ist in den flachen Gebieten eine der heißesten Regionen Kubas. Die durchschnittlichen Tageshöchsttemperaturen betragen 32,2 °C, die minimalen Tagestemperaturen durchschnittlich 22,1 °C.

## Medien
In der Provinz Santiago de Cuba erscheint einmal wöchentlich die Zeitung Sierra Maestra, welche offizielles Organ der Kommunistischen Partei ist. Wichtigster regionaler Radiosender ist CMKC Radio Revolución. Daneben existieren noch weitere kleinere Regionalsender. Mit Tele Turquino gibt es einen regionalen Fernsehsender, der in der Provinz über den nationalen Schwesterkanal Tele Rebelde in einem Zeitfenster sendet.

## Verwaltungsgliederung
Die Provinz Santiago de Cuba untergliedert sich in folgende neun Municipios:
| Municipio        | Einwohner (2002) | Fläche (km²) |
| ---------------- | ---------------- | ------------ |
| Contramaestre    | 103.830          | 610,3        |
| Guamá            | 34.400           | 964,5        |
| Mella            | 34.720           | 335,2        |
| Palma Soriano    | 122.650          | 845,8        |
| San Luis         | 87.880           | 76,.9        |
| Santiago de Cuba | 480.850          | 1024,0       |
| Segundo Frente   | 39.620           | 540,2        |
| Songo - La Maya  | 93.130           | 720,7        |
| Tercer Frente    | 29.270           | 364,4        |